# Bell UH-1
Der Bell UH-1 Iroquois (oft einfach Huey genannt) ist ein leichter Mehrzweckhubschrauber, der von Bell Helicopter für die US-Armee entwickelt wurde. Der Helikopter war der erste turbinengetriebene Helikopter der US-Streitkräfte. Eigentlich als Hubschrauber zur Evakuierung Verwundeter konzipiert, wurde er in seiner langen Dienstzeit auch für andere Aufgaben modifiziert. Den ersten Einsatz flog der Hubschrauber im Vietnamkrieg. Es wurden über 16.000 Stück der UH-1-Familie gebaut. Der Hubschrauber war weltweit verbreitet und kam bei vielen Streitkräften zum Einsatz.
Der Name Huey stammt von seiner ursprünglichen Bezeichnung HU-1, die jedoch 1962 in UH-1 geändert wurde.

## Geschichte
Im Februar 1954 schrieb die Army einen Konstruktionswettbewerb für einen turbinenangetriebenen Mehrzweckhubschrauber aus, der im Medical Corps eingesetzt werden sollte. Verlangt wurde ein Hubschrauber, der eine Nutzlast von 363 kg (800 lb) über eine Distanz von 185 km (100 n.m.) transportieren kann. Er sollte weiterhin leicht zu warten und mit den damaligen Frachtflugzeugen (z. B. der C-124 Globemaster II) verlastbar sein. Als Antrieb sollte die Lycoming-T53-Freilaufturbine Verwendung finden.
Aufbauend auf den Erfahrungen mit der Entwicklung der H12-Zelle konstruierte Bell das Modell 204, das den Wettbewerb gewinnen konnte und von der US Army die Bezeichnung XH-40 erhielt. Im Mai 1955 erhielt Bell den Auftrag zum Bau von drei Prototypen (Seriennummern 55-4459 bis 4461). Die entsprechenden Ingenieurarbeiten begannen im Juni 1955, am 28. Oktober konnte die Attrappe besichtigt werden und kurze Zeit später begann der Bau der Prototypen. Weniger als ein Jahr nach dem Baubeginn fand am 22. Oktober 1956 der Erstflug des ersten XH-40-Exemplars statt, dem die beiden anderen Prototypen im Februar und Juni 1957 folgten.
Mit einem Vertrag vom 19. Oktober 1956 wurde Bell mit der Produktion von sechs Prototypen YH-40 beauftragt, die der Einsatzerprobung dienen sollten. Darauf folgten neun Vorserienmaschinen, welche die Bezeichnung HU-1 (H für helicopter, U für utility, dt. Mehrzweckhubschrauber) in dem von 1956 bis 1962 gültigen Army-System erhielten. Die Zeichenfolge HU-1 führte zu dem Spitznamen „Huey“, den GIs verwendeten. Offiziell wurde der Hubschrauber entsprechend der Praxis, Army-Luftfahrzeuge nach Indianerstämmen zu benennen, „Iroquois“ genannt.
Am 30. Juni 1959 wurde die erste Serienmaschine HU-1A an das 101st Aviation Battalion ausgeliefert. Zur Erprobung des ursprünglich vorgesehenen Einsatzzwecks, der medizinischen Evakuierung (Medical Evacuation), erhielten das 56th und 57th Medical Detachment (Helicopter Ambulance) ebenfalls zu dieser Zeit ihre Maschinen. 1962 wurde die Bezeichnung im Zuge der Vereinheitlichung der einzelnen Systeme von Air Force, Navy und Army dann in UH-1 geändert.

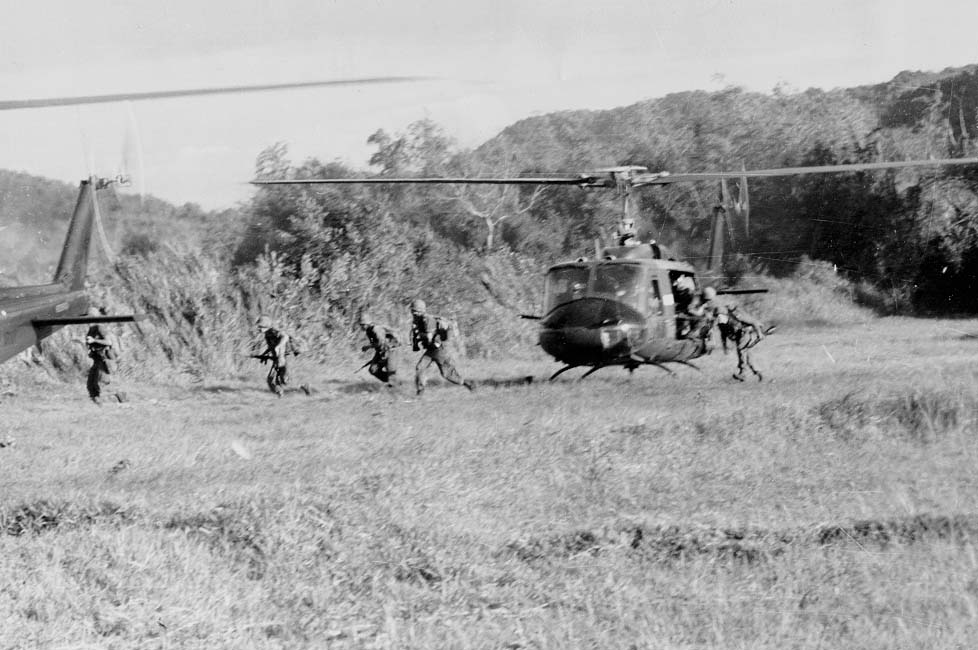
Einsatz im Vietnamkrieg

Bekannt wurde der Huey durch seine Einsätze im Vietnamkrieg, wo er für so gut wie jeden Zweck benutzt wurde, inklusive Luftnahunterstützung, obwohl er dafür eigentlich nicht konstruiert war. Entsprechend hoch war die Verlustquote: Von den über 7.000 in Vietnam eingesetzten Hueys kehrten nach dem Ende des Krieges nur 2.000 Stück zurück – allerdings wurden mehrere hundert beim Abzug der US-Truppen aufgegeben, zerstört oder der südvietnamesischen Armee übergeben.
Bei der US Army wurde der UH-1 inzwischen fast vollständig durch den UH-60 Black Hawk ersetzt. Die meisten der verbliebenen UH-1 der Army wurden bis September 2004 eingemottet, als die technische Unterstützung bei der Army endete. Im April 2008 waren noch etwa 60 Hueys bei der Army und 70 bei der US-Nationalgarde vorhanden, die nur noch für Sonderaufgaben vorgehalten wurden. Das United States Marine Corps (USMC) verwendet die UH-1Y weiterhin und hat im Juni 2010 18 Einheiten bestellt, darunter auch einige AH-1Z. Die Air Force plante die letzten UH-1 im Objektschutz der LGM-30 Minuteman-Stützpunkte bis 2029 durch MH-139 zu ersetzen, die Bestellung des Ersatzes wurde jedoch 2024 gekürzt, so dass sich die Außerdienststellung aufschiebt.
Die US-Nationalgarde hat den Bell-UH-1-Helikopter nach 50 Dienstjahren endgültig am 2. Oktober 2009 feierlich außer Dienst gestellt. Auch bei der US Army werden die verbliebenen Maschinen, ebenso wie in der Nationalgarde, durch die UH-72A Lakota ersetzt. Die letzten vier in Europa stationierten UH-1 der US Army wurden Ende April 2011 beim Joint Multinational Readiness Center (JMRC) in Hohenfels nach fast 40 Dienstjahren in Europa außer Dienst gestellt. Als letzte Hauptteilstreitkraft wird die US Air Force ihre noch in Betrieb befindlichen UH-1 durch eine weiterentwickelte militärische Version der AgustaWestland AW139, den MH-139, ersetzen.
Die deutsche Bundeswehr hat den Bell UH-1 ab 1968 beschafft. Der überwiegende Einsatzzweck war unter anderem der Personentransport, die Waldbrandbekämpfung, die Hochwasserhilfe und der SAR-Dienst. 2021 fand der letzte Flug statt. Nachfolger in der Bundeswehr ist der H145.

## Baureihen und Versionen

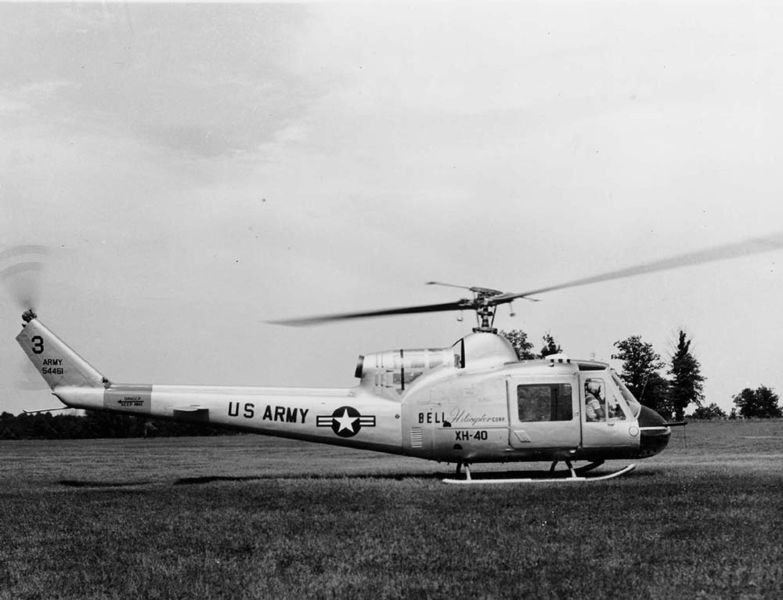
Der dritte Prototyp des Huey (XH-40 Number 3)

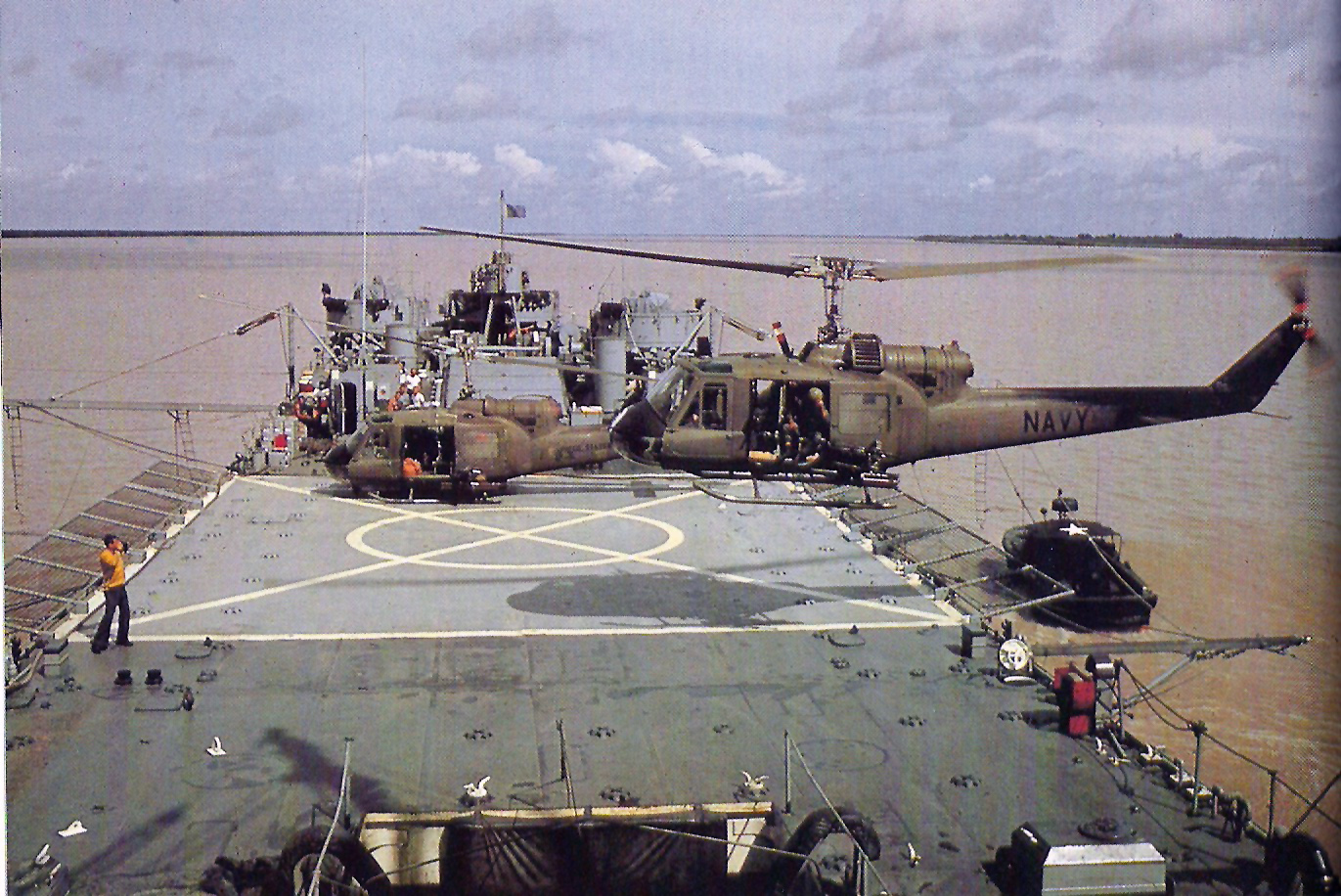
UH-1E und UH-1B im Vietnamkrieg

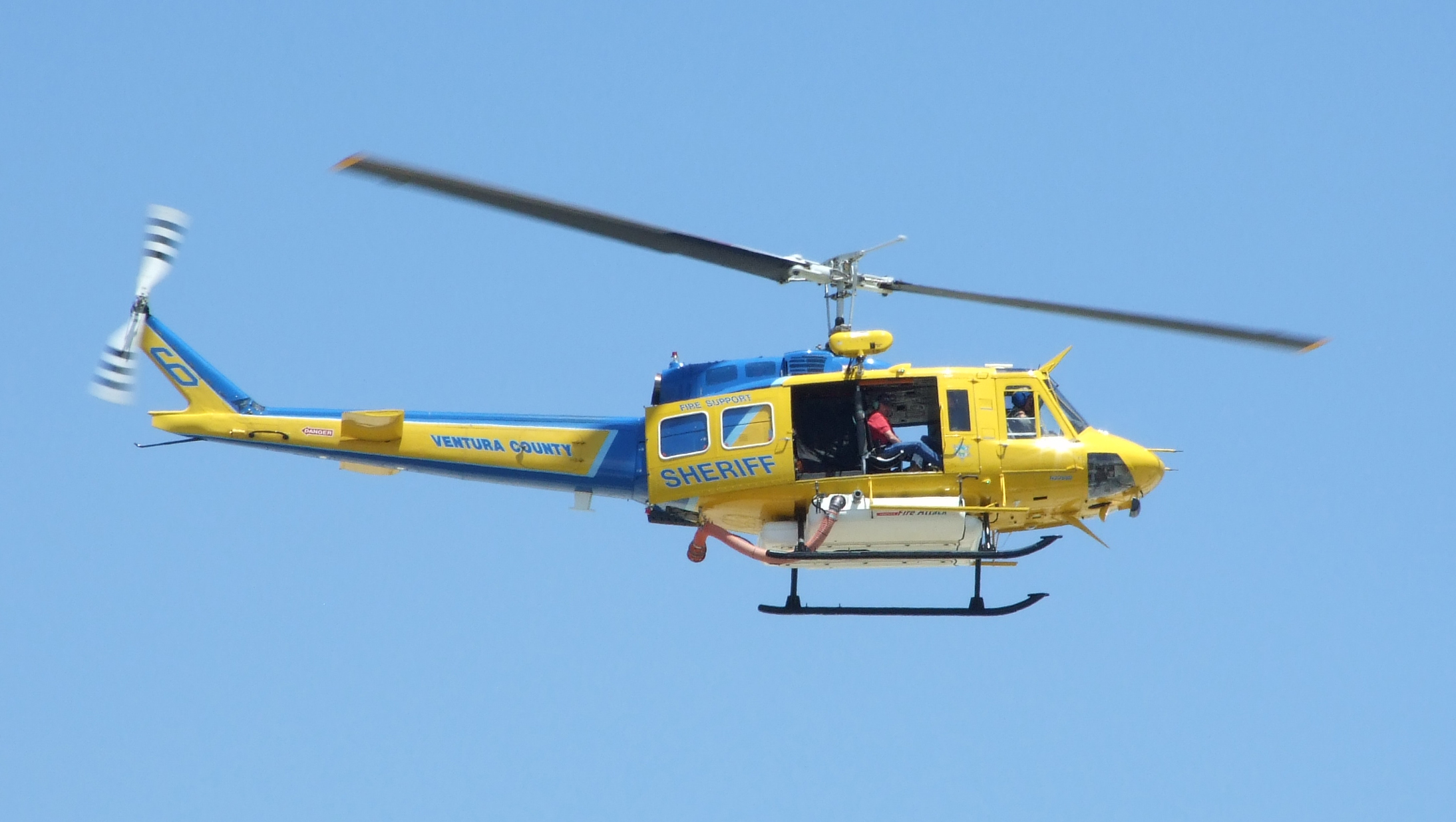
HH-1H als Löschhubschrauber des Ventura County Sheriff Departments in Camarillo, Kalifornien

### Einmotorige

#### Bell 204
UH-1AErste Serienversion mit 860 WPS mit Lycoming-T53-L-1-Turbine. Ursprünglich wurde der Hubschrauber als HU-1A bezeichnet, daher der (inoffizielle) Spitzname Huey.
TH-1A14 zu Trainern umgebaute UH-1A.
XH-1Aeine zu Versuchszwecken mit Granatwerfer ausgerüstete UH-1A.
UH-1BVersion mit 960 WPS leistender T53-L-5-Turbine. Der Rotor wurde auf 13 m Durchmesser vergrößert und die Rotorblätter auf 53 cm Breite. Die Kabine wurde für bis zu sieben Mann oder drei Tragen vergrößert. 1010 Exemplare wurden an die U.S. Army geliefert.
UH-1CVersion mit 820 kW (1100 WPS) T53-L-9 oder L-11, 69 cm breiten Bell-540-Rotorblättern, ebenso wurde das Heck zur verbesserten Manövrierfähigkeit verlängert. Die Treibstoffzuladung wurde erhöht und eine zusätzliche hydraulische Doppelsteuerung (für verbesserte Beschusstoleranz) eingeführt. 756 Exemplare wurden an die U.S. Army geliefert, fünf an Australien und fünf an Norwegen.
UH-1Mmit 1000 kW (1400 PS) leistender Lycoming-T53-L-13-Turbine nachgerüstete UH-1C.
UH-1EFür den Einsatz auf Schiffen navalisierte Version der UH-1B/C aus Aluminium (zum Schutz vor Korrosion) für das U.S. Marine Corps. Die ersten 34 entsprachen der UH-1B, die restlichen 158 waren navalisierte UH-1C. Viele erhielten später die Lycoming-T53-L-13-Turbine mit 1000 kW (1400 PS).
TH-1E20 als Trainer für das USMC gelieferte UH-1E.

#### Bell 205

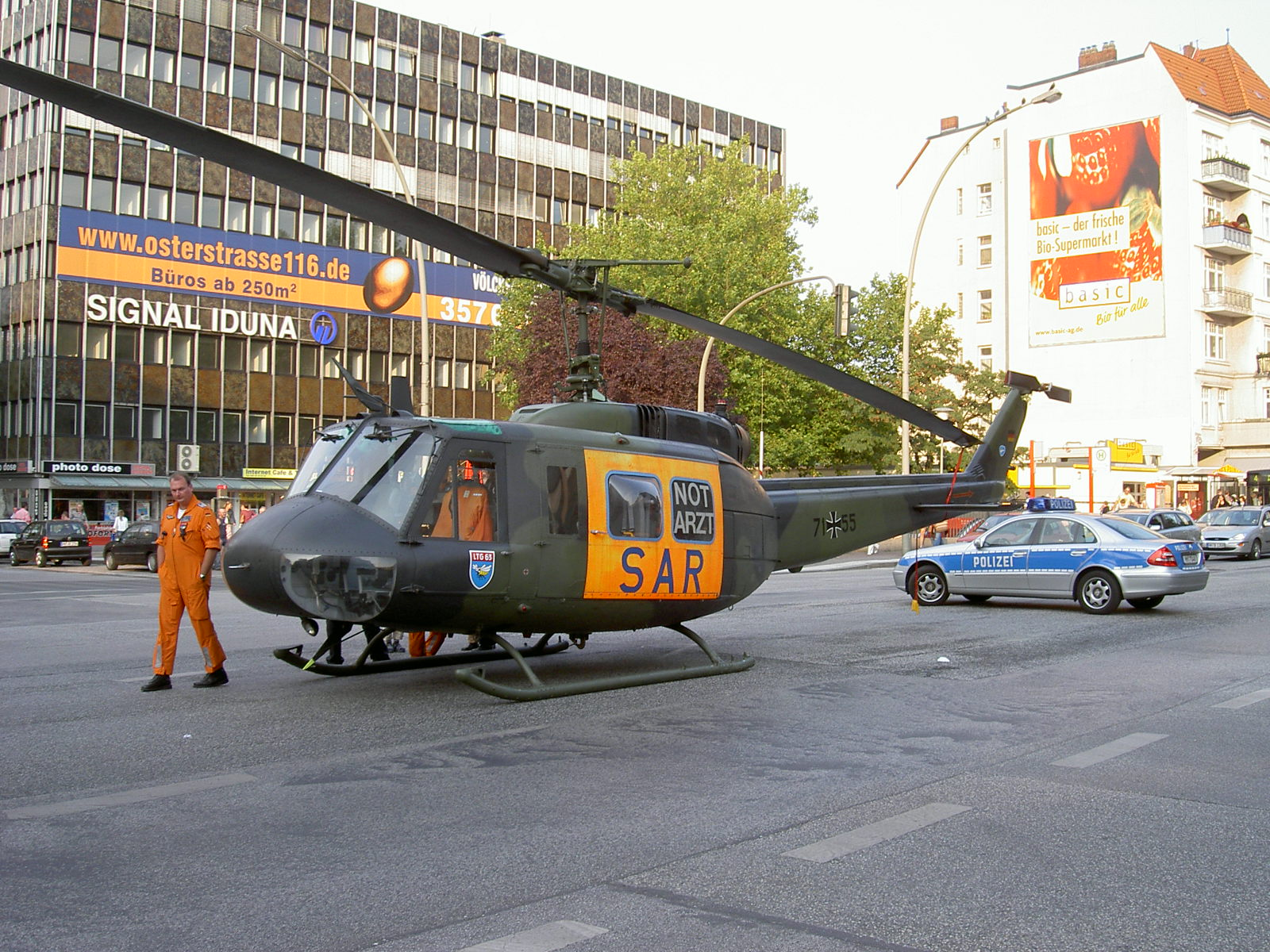
Modell UH-1D, ein SAR-Hubschrauber der Bundeswehr

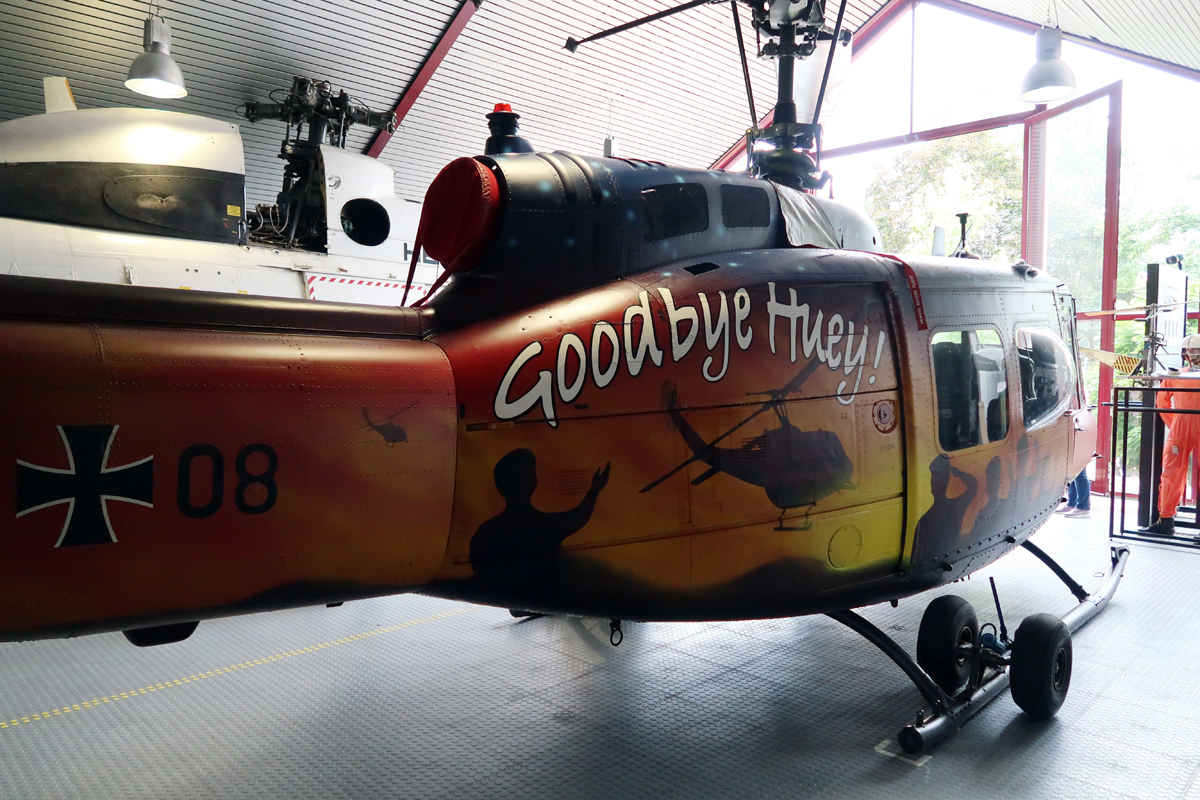
Die letzte Bell UH-1D der Heeresfliegertruppe, die 'Goodbye Huey' im Hubschraubermuseum Bückeburg (2021)

YUH-1DPrototyp einer um 1,05 m verlängerten Version mit Raum für 13 Passagiere oder 6 Tragen. Der Prototyp war mit einer T53-L-9-Turbine ausgerüstet und flog erstmals im August 1960.
UH-1DSerienversion der YUH-1D mit 820 kW (1100 WPS) aus dem Lycoming-T53-L-11-Triebwerk. 2561 UH-1D wurden gebaut, 2008 davon gingen an die U.S. Army. Die Hubschrauber der Bundeswehr für das deutsche Heer und die deutsche Luftwaffe tragen ebenfalls die Bezeichnung UH-1D, wurden jedoch nach UH-1H-Standard (Lycoming-T53-L13B-Triebwerk, Pitotrohr auf Kabinendach) gebaut.
HH-1Dumgebaute UH-1D mit 190-l-Löschtank für SAR-Einsätze und zur Brandbekämpfung.
UH-1FEine anfangs als XH-48A bezeichnete Version der UH-1B für die U.S. Air Force mit 932 kW (1250 WPS) leistender General-Electric-T58-Turbine des Sikorsky CH-3. 120 wurden gebaut. Agusta baute diese Version als AB204B in Lizenz.
UH-1HUH-1D mit 1000-kW-(1400-PS)-Lycoming-T53-L-13B-Turbine und Staurohr über der Kabine. Ab 1967 wurde die Produktion auf die UH-1H umgestellt, von der fast 8000 Stück für die U.S. Army (4850) und andere Abnehmer (oft auch in Lizenz) gebaut wurden. Von diesem Modell wurden bei Dornier 358 Stück in Lizenz für die Bundeswehr gebaut, von denen der Bundesgrenzschutz sechs Stück für „Führung und Einsatz“ erhielt. Sie werden im Heer und der Luftwaffe verwendet und dienten dort auch in der Luftrettung als Such- und Rettungshubschrauber und im Katastrophenschutz.
EH-1H22 für den Einsatz elektronischer Gegenmaßnahmen umgebaute UH-1H („Projekt Quick Fix“).
HH-1H30 SAR-Hubschrauber für die USAF.
TH-1Hfür die USAF zu Trainern umgebaute UH-1H.
HH-1KSAR-Version der UH-1E für die United States Navy mit anderer Avionik und Lycoming-T53-L-13-Turbine. 27 wurden gebaut.
UH-1LVersion der UH-1C mit Lycoming-T53-L-13-Turbine der U.S. Navy für den Einsatz in Vietnam, 8 wurden gebaut.
JUH-1 SOTASeine UH-1H, die mit einem AN/APS-94-Radar ausgerüstet wurde.
TH-1LTrainerversion der UH-1L für die U.S. Navy, 90 wurden gebaut.
HH-1NSAR-Version der UH-1N.
VH-1NVIP-Transporter.
UH-1Pmit Bewaffnung versehene UH-1F der USAF (auch für psychologische Kriegführung in Vietnam).
UH-1Vzu SAR-Hubschraubern umgebaute UH-1H der U.S. Army.
EH-1Xeine zum Einsatz von elektronischen Gegenmaßnahmen umgebaute UH-1H.
Huey IIModifizierte und runderneuerte ehemalige UH-1H der US-Streitkräfte für Drittstaaten, Verbesserungen umfassen ein neues Allison-T53-L-703-Triebwerk mit 1343 kW, neue Komponenten des Antriebssystems, neue Verkabelung und eine runderneuerte Zelle.

### Zweimotorige

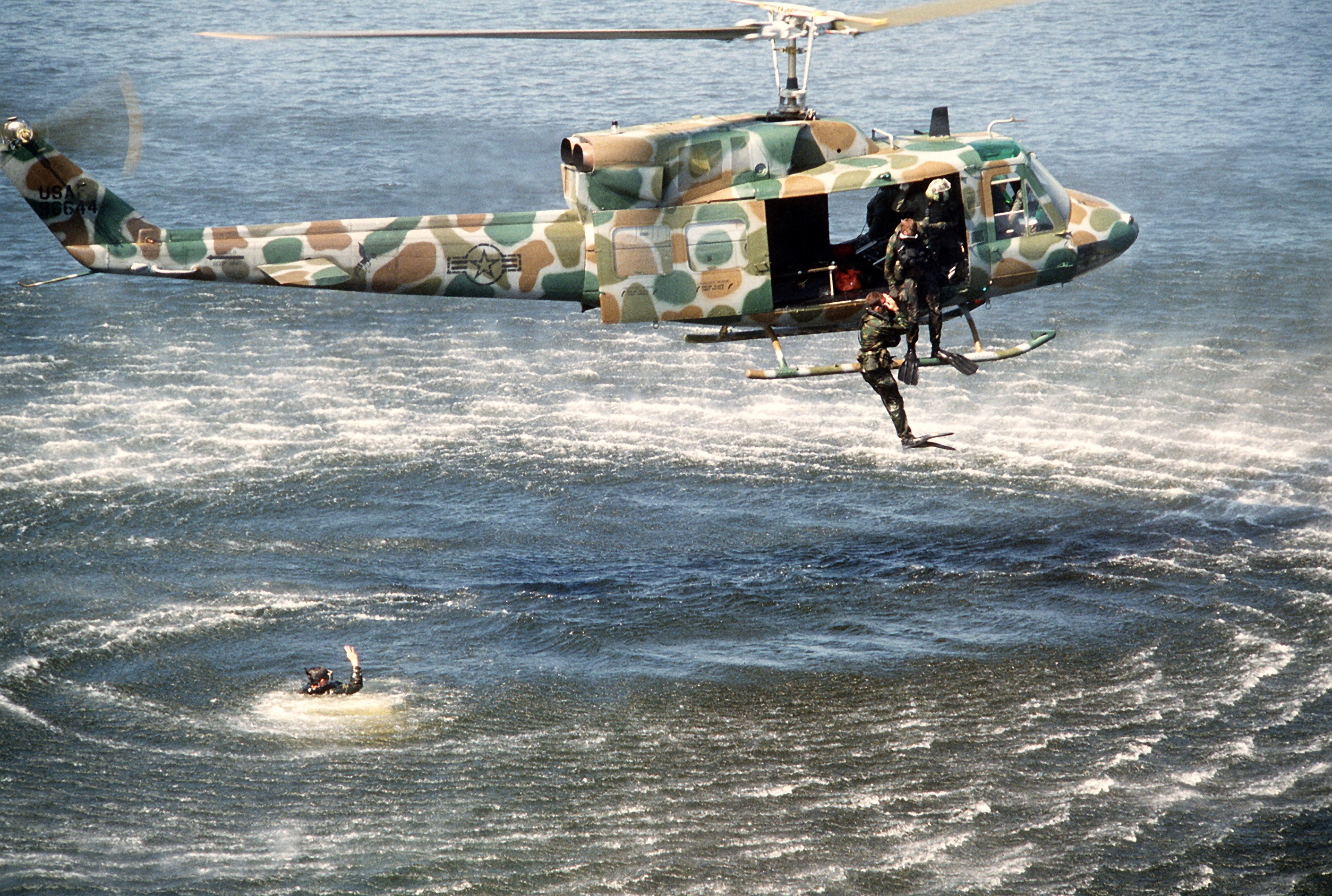
UH-1N der U.S. Air Force

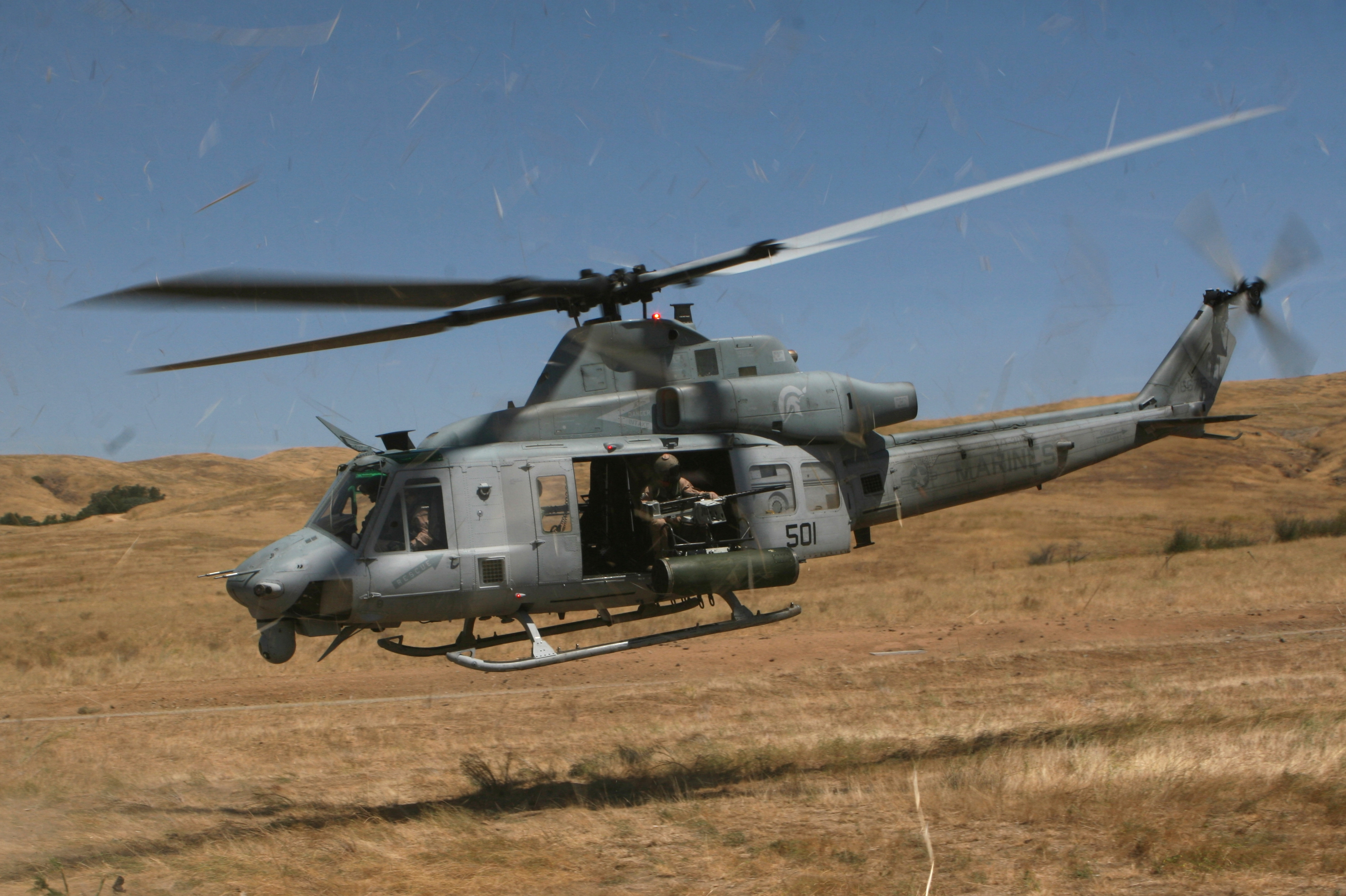
UH-1Y „Venom“ des U.S. Marine Corps

#### Bell 212
UH-1N „Twin Huey“
Die UH-1N Twin Huey basiert auf dem zweimotorigen Typ Bell 212. Sie besitzt zwei Turbo-Twin-Pac-Turbinen Pratt & Whitney Canada PT6T-3/T400 mit 1342 kW (1800 WPS) für die U.S. Navy, das U.S. Marine Corps und die US-Luftwaffe (USAF). Im April 2012 stellte die USAF eine Leistungsanfrage, um die alternden UH-1N zu modernisieren. Ziel ist, das Hubschraubermuster weitere 30 Jahre nutzen zu können. Am 1. Oktober 2013 hat die USAF bekanntgegeben, die vorhandenen UH-1N zu modernisieren und für mindestens zehn Jahre weiterzunutzen.

### Vierblattrotor

#### Bell 412
UH-1Y „Venom“
Wird auch Super Huey genannt. Eine verbesserte Version der UH-1N auf Basis der Bell 412 mit moderner Avionik, Glascockpit, zwei General-Electric-T700-GE-401C-Turbinen mit je 1150 kW (1546 WPS) und einem Vier-Blatt-Rotor.

## Militärische Nutzer

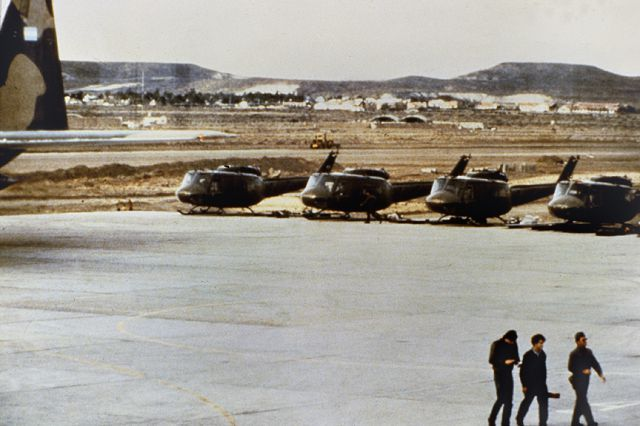
Argentinische Hueys während des Falklandkriegs

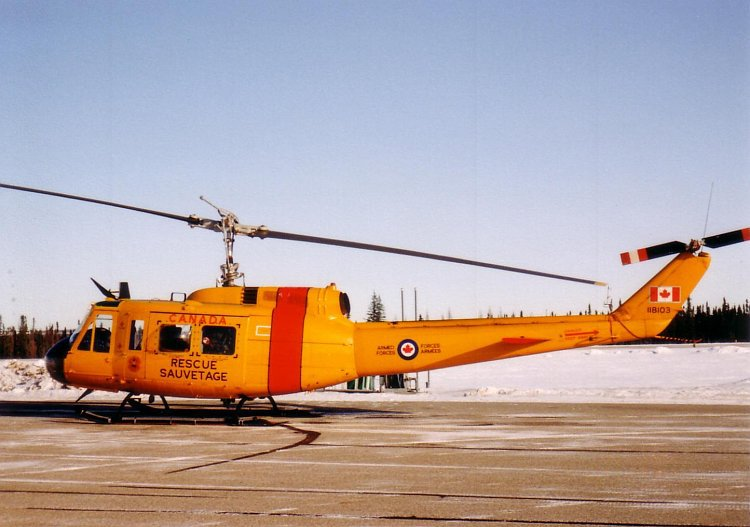
Canadian Forces CH-118 Iroquois 1992

| - Äthiopien - Afghanistan - Albanien Forca Ajrore Shqiptare, ehem. italienische AB 205 - Argentinien: Huey II - Australien Royal Australian Navy: 7 UH-1B von 1964 bis 1987 Royal Australian Air Force: 66 UH-1H von 1962 bis 1990 Royal Australian Army - Bahrain - Bangladesch - Belize - Bolivien: UH-1H - Bosnien und Herzegowina: 6 UH-1H - Brasilien - Brunei - Birma - Chile: 4 UH-1H - Costa Rica - Deutschland (offizielles Nutzungsdauerende 30. Juni 2021) Heer: 204 UH-1H (Eigenbezeichnung: UH-1D) Luftwaffe: 147 UH-1H (Eigenbezeichnung: UH-1D) Bundesministerium des Innern: 7 UH-1H (Eigenbezeichnung: UH-1D) Bundesgrenzschutz: 13 UH-1H (Eigenbezeichnung: UH-1D) - Dominikanische Republik : UH-1H/H+, Huey II - El Salvador : 109, 85 UH-1H, 24 UH-1M - Ecuador - Eswatini Umbutfo Eswatini Defence Force: 2 UH-1H (2020 aus taiwanischen Beständen übernommen) - Gabun: 1 Bell 205 - Georgien - Griechenland - Guatemala: Huey II - Honduras: UH-1H - Indonesien - Irak: Huey II - Iran - Israel - Italien - Jamaika - Japan - Jemen - Jordanien: Huey II - Kambodscha - Kanada: CH-118 Iroquois - Kasachstan: Huey II - Kenia: 8 Huey II - Kolumbien: Huey II - Kuwait - Libanon: UH-1H, Huey II | - Nordmazedonien Luftwaffe - Mexiko - Marokko - Neuseeland: 16 UH-1H - Nicaragua: 2 UH-1H - Niederlande - Norwegen: UH-1B - Österreich: 26 AB 204B von 1963 bis 2001 - Oman Luftwaffe - Pakistan Pakistan Air Force: u. a. 16 UH-1Y (im Zulauf) - Panama: 18, 12 ex-US Army UH-1B, 6 ex US UH-1H - Papua-Neuguinea - Paraguay Fuerza Aérea Paraguaya: 16 UH-1H - Peru: Huey II - Philippinen: Huey II - Taiwan - Südvietnam - Sambia - Saudi-Arabien - Schweden: UH-1B (HKP 3) v. 1962–2001 - Simbabwe - Singapur: 25 UH-1H von 1978 bis 2005 - Somalia - Tschechien Streitkräfte der Tschechischen Republik: 10 UH-1Y (8 bestellt 2019, 2 weitere gebrauchte US-Exemplare) - Spanien - Südkorea - Tansania - Thailand: UH-1H - Tunesien - Türkei - Uganda: 5 Huey II - Uruguay Fuerza Aérea Uruguaya: 6 UH-1H - Venezuela - Vereinigte Arabische Emirate - Vereinigte Staaten United States Army United States Air Force United States Marines United States Navy NASA - Vereinigtes Königreich: einige im Falklandkrieg erbeutete argentinische UH-1H - Vietnam: erbeutete ex-südvietnamesische UH-1H Vietnamesische Luftstreitkräfte |

### Stationierungsorte in Deutschland
Neben der folgenden Übersicht waren UH-1D der Bundeswehr im Rahmen des SAR-Dienstes für Luftfahrzeuge in Deutschland an verschiedenen Orten stationiert.

#### Heer
- Bückeburg, Heeresfliegerwaffenschule
- Celle, leichtes Transporthubschrauberregiment 10
- Faßberg, Transporthubschrauberregiment 10
- Fritzlar, leichtes Transporthubschrauberregiment 30
- Itzehoe/Hungriger Wolf, Heeresfliegerregiment 6
- Neuhausen ob Eck, Heeresfliegerregiment 20
- Niederstetten, Transporthubschrauberregiment 30
- Roth, Heeresfliegerregiment 20

#### Luftwaffe
- Ahlhorn, 1971 bis 1993 Hubschraubertransportgeschwader 64, 1994 bis 1995 Lufttransportgruppe 62
- Diepholz, 1968 bis 1971 Hubschraubertransportgeschwader 64, Lufttransportgeschwader 62
- Faßberg, 1969 bis 1975, Hubschrauberführerschule der Luftwaffe
- Hohn, 1994 bis 2010 Lufttransportgeschwader 63
- Holzdorf, 1996 bis 2010 Lufttransportgruppe 62, 2010 bis 2012 Hubschraubergeschwader 64
- Landsberg/Penzing, 1968 bis 1979 Hubschraubertransportgeschwader 64, 1979 bis 2012 Lufttransportgeschwader 61
- Nörvenich, 1971 bis 1993 Hubschraubertransportgeschwader 64, 1994 bis 2002 Flugbereitschaft des Bundesministeriums der Verteidigung, 2002 bis 2006 Lufttransportgeschwader 61
- Wahn (Köln-Bonn), 1968 bis 1998 Flugbereitschaft des Bundesministeriums der Verteidigung

Weitere Standorte gab es von Bundesgrenzschutz und US Army.

## Technik
Neben „Huey“ ist auch „Teppichklopfer“ als Spitzname bekannt, bedingt durch den Effekt des induzierten Luftwiderstandes. An den Rotorblättern treten an den Blattspitzen Luftwirbel auf, was beim Durchlauf des folgenden Blattes zu Knallgeräuschen führt. Der Hubschrauber ist so schon aus etwa 10 km Entfernung zu hören – erst als leises Grummeln, das immer lauter wird, und dann immer stärker werdende Knallgeräusche, wenn der Hubschrauber nur noch etwa 1,5 km entfernt ist. Seit der Einführung von Blättern neuer Geometrie in den 1990er-Jahren ist dieser Effekt wegen der Verschlankung der Blätter schon deutlich vermindert. Bedingt durch den Anstellwinkel und den Vortrieb führen die Rotorblätter eines jeden Hubschraubers so genannte Schlagbewegungen aus; das sich in Flugrichtung vorwärts bewegende Rotorblatt hat dabei die Tendenz hochzuschlagen, was zur Auftriebsverminderung führt. Das sich in Flugrichtung rückwärts bewegende Rotorblatt verliert, bedingt durch die Rückanströmung, an Auftrieb und schlägt nach unten. Die halbkardanische Rotorblattaufhängung der UH-1 (typisch für Zweiblattrotoren) verhindert dabei ein Rollen um die Längsachse. Der Bell-typische Stabilisator dämpft entsprechend dem Kreiselprinzip allzu heftige Schlagbewegungen der starr miteinander verbundenen Hauptrotorblätter und vom Piloten kommende Steuereingaben.

## Technische Daten
| Kenngröße             | HU-1A Iroquois (Modell 204)                | UH-1H (205A-1)                                |
| --------------------- | ------------------------------------------ | --------------------------------------------- |
| Besatzung             | 1–2 Piloten                                | 1–2 Piloten                                   |
| Passagiere            | 6                                          | max. 12                                       |
| Rumpflänge            | 12,07 m                                    | 12,77 m                                       |
| Gesamtlänge           | k. A.                                      | 17,41 m                                       |
| Rotordurchmesser      | 13,41 m                                    | 14,63 m                                       |
| Leermasse             | k. A.                                      | 2140 kg                                       |
| Startmasse            | 2631 kg                                    | 4310 kg                                       |
| Triebwerk             | ein Lycoming T53-L1 (522 kW/700 WPS)       | ein Avco Lycoming T53-L-13 (1044 kW/1420 WPS) |
| Höchstgeschwindigkeit | k. A.                                      | 220 km/h (119 kn)                             |
| Reisegeschwindigkeit  | 177 km/h (96 kn)                           | 165 km/h (89 Kn)                              |
| Reichweite            | etwa 338 km                                | etwa 507 km                                   |
| Tankkapazität         | k. A.                                      | 833 l (666 kg)                                |
| Flughöhe              | k. A.                                      | 4145 m                                        |
| Schwebeflughöhe       | mehr als 4267 m (mit Bodenauftriebseffekt) | k. A.                                         |

Risszeichnung (Modell 205)

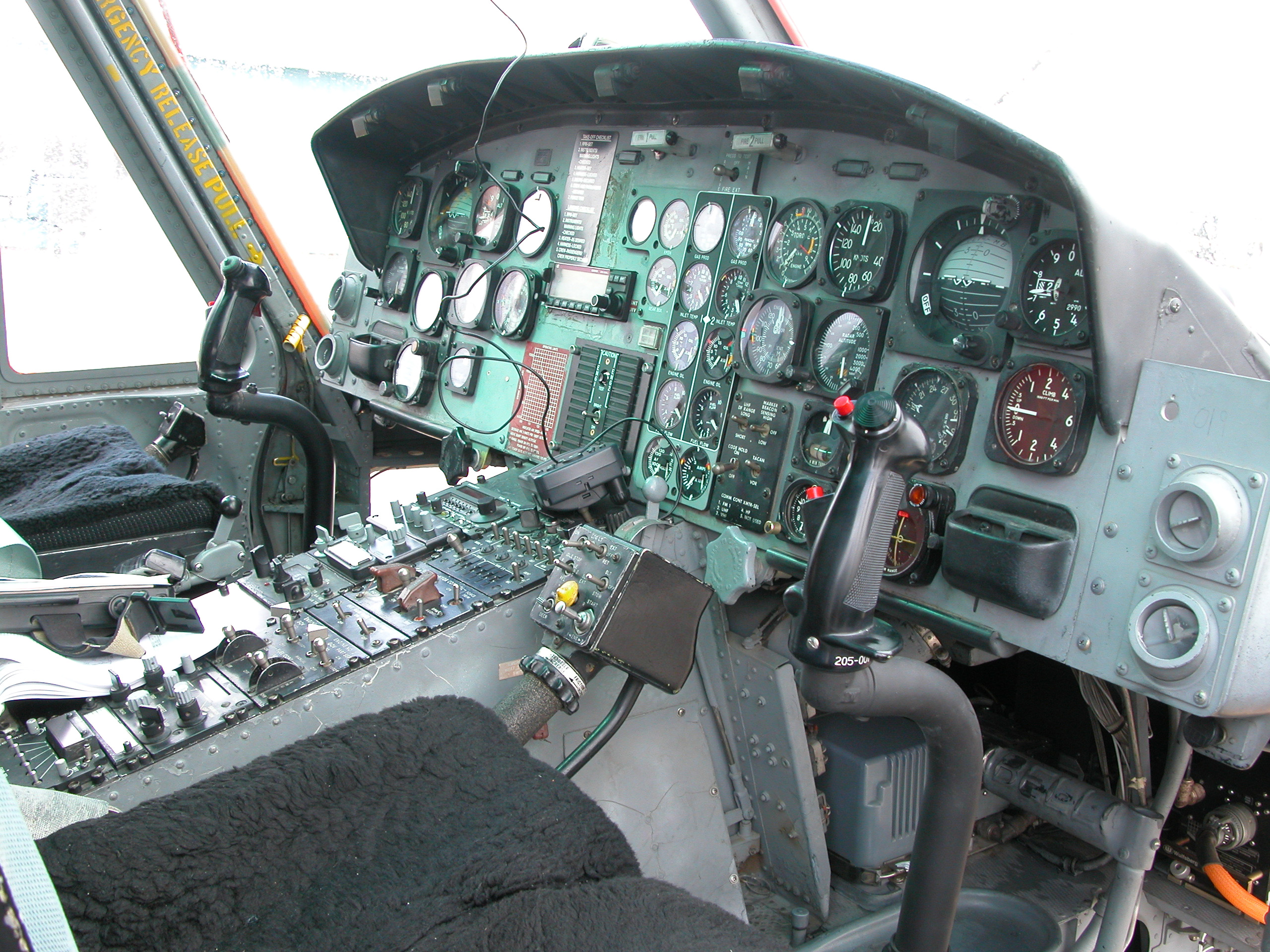
Cockpit einer Bell HH-1D

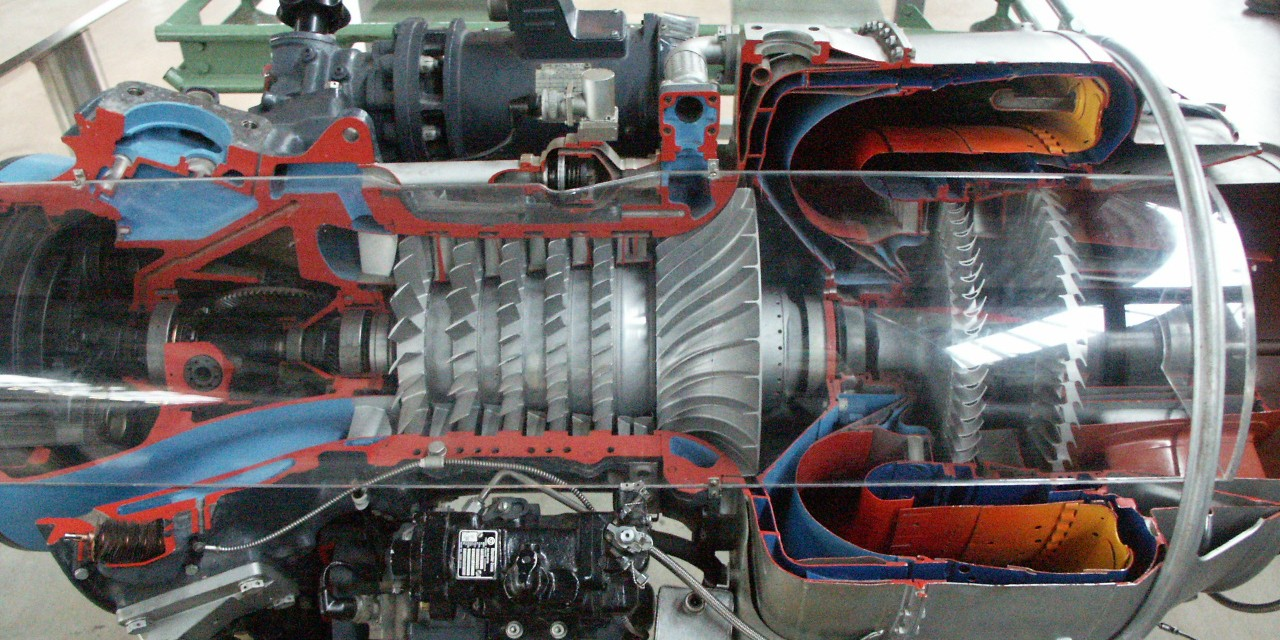
Turbine Lycoming T 53 (Abtrieb links über Reduktionsgetriebe)

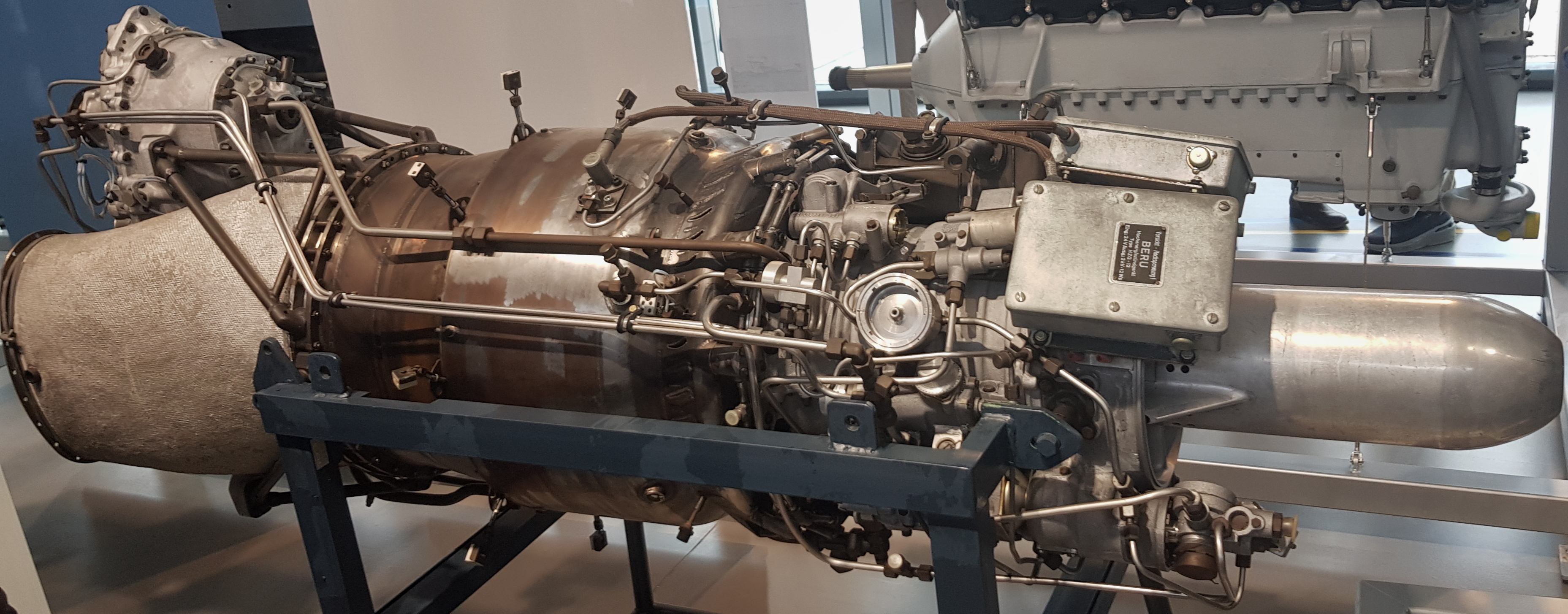
DB720-PTL6, Testtriebwerk entwickelt 1961 von Daimler-Benz, das dann nicht zur Verwendung kam

Technische Daten des HU-1A Iroquois (Model 204) basieren auf Flight Magazin, 1960.

## Bewaffnung

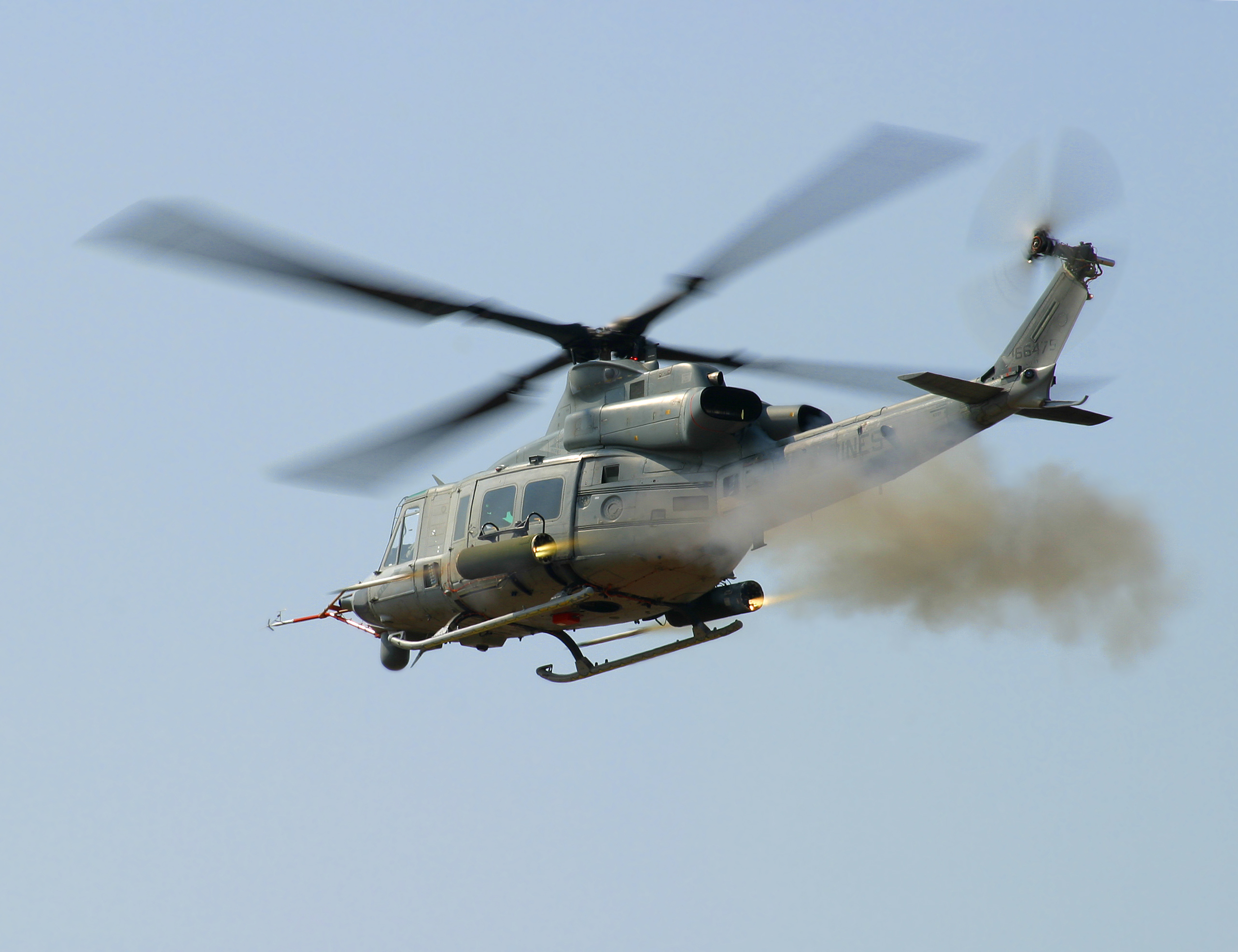
Start ungelenkter Raketen

Intern auf schwenkbaren Drehkugellafetten in der Schiebetür lafettiert
- 2 × schwenkbare Lafetten für je 1 × M23-Waffensystem (2 × 7,62-mm-Maschinengewehre U.S. Ordnance M60D mit 550 Schuss Munition)
- 2 × schwenkbare Lafetten für je 1 × 7,62-mm-Maschinengewehr FN Manufacturing M240D GPMG (FN MAG-58 oder C6) mit 100 Schuss Munition
- 2 × schwenkbare Lafetten für je 1 × 7,62-mm-Maschinengewehr Rheinmetall MG3 (MG42/MG59) mit 120 Schuss Munition
- 2 × schwenkbare Lafetten für je 1 × GAU-2A/B-Waffensystem (auch GAU-17A bei U.S. Navy bestehend aus 1 × 7,62-mm-Gatling-Maschinengewehr General Electric M134 mit 4000 Schuss Munition)
- 2 × schwenkbare Lafetten für je 1 × GAU-15-Waffensystem (auch GAU-16/18 / XM-213/218 bei U.S. Army/USAF bestehend aus 2 × 12,7-mm-Maschinengewehren Browning M2 mit 100 Schuss Munition)

Die UH-1 kann mit zwei Außenlastträgern (external stores support assembly, kurz ESSA) für extern angebrachte Waffen ausgerüstet werden. Schwenkbare Maschinengewehre werden meistens am ESSA montiert. Die ersten UH-1A hatten noch behelfsmäßig an den Kufen montierte .30-MGs, ebenso wurden in Vietnam MGs auf Höhe der Außenlastenträger oder am Kabinenboden behelfsmäßig nachgerüstet. Bei der UH-1N/Y werden an den Außenlastträgern (improved defensive armament system, kurz IDAS) MGs und an den BRU-20/A- oder BRU-21/A-Aufhängungen auch Raketenwerfer oder Zusatztanks montiert.
An zwei Außenlaststationen
Luft-Boden-Lenkflugkörper (Panzerabwehrlenkwaffe)
- 2 × Werfergestelle M26 mit je 3 × Raytheon BGM-71A „TOW“ – drahtgelenkt

Ungelenkte Luft-Boden-Raketen
- 2 × Raketen-Rohrstartbehälter LAU-61/19/261 bzw. XM159/200 für je 19 × ungelenkte Hydra-Luft-Boden-Raketen; Kaliber 68 mm / 2,75 inch
- 2 × Raketen-Rohrstartbehälter HL-19-70 für je 19 × ungelenkte Hydra-Luft-Boden-Raketen; Kaliber 70 mm
- 2 × Raketen-Rohrstartbehälter LAU-260, LAU-68 bzw. XM158 für je 7 × ungelenkte Hydra-Luft-Boden-Raketen; Kaliber 68 mm / 2,75 inch
- 2 × Raketen-Rohrstartbehälter XM-3 für je 24 × ungelenkte FFAR-Luft-Boden-Raketen; Kaliber 68 mm / 2,75 inch
- 2 × Raketen-Rohrstartbehälter TBA 68-7 für je 7 × ungelenkte Luft-Boden-Raketen SNEB; Kaliber 68 mm
- 2 × Raketen-Rohrstartbehälter TBA 68-12C für je 12 × ungelenkte Luft-Boden-Raketen SNEB; Kaliber 68 mm
- 2 × Raketen-Rohrstartbehälter TBA 68-22C für je 22 × ungelenkte Luft-Boden-Raketen SNEB; Kaliber 68 mm
- 2 × Raketen-Rohrstartbehälter TBA 100-4 für je 4 × ungelenkte Luft-Boden-Raketen SNEB; Kaliber 100 mm
- 10 × ungelenkte Luft-Boden-Raketen SURA-FL-Raketen; Kaliber 81 mm
- 32 × ungelenkte Luft-Boden-Raketen SNORA-Raketen; Kaliber 81 mm

Zusatzbehälter
- 2 × Maschinengewehr-Behälter (X)M18A1 bzw. SUU-11/A mit je einem sechsläufigen 7,62-mm-Gatling-Maschinengewehr General Electric M134 mit 1500 Schuss Munition
- 2 × Maschinengewehr-Behälter SUU-12/A (bzw. XM14 bei der U.S. Army) mit je einem 12,7-mm-Maschinengewehr M3 mit 750 Schuss Munition
- 2 × M21-Waffensystem mit je 2 × 7,62-mm-Maschinengewehren U.S. Ordnance M60D
- 1 × M-5-Waffensystem (Kinnturm mit einem automatischen 40-mm-Granatwerfer M75 mit 250 Schuss Munition)

## Mediale Rezeption
Aus vielen Filmen mit Bezug zum Vietnamkrieg ist der Huey mit seinem typischen klopfenden Geräusch bekannt. Eine prominente Rolle spielt er in dem Film Apocalypse Now von Francis Ford Coppola, wo er in Massenauftritten mit dem Walkürenritt unterlegt als allgegenwärtige Bedrohung dargestellt wird. Im deutschsprachigen Fernsehen war er in der ZDF-Serie Die Rettungsflieger zu sehen. In dieser Serie dreht es sich um den bis 2006 am BWK in Hamburg-Wandsbek stationierten SAR Hamburg 71.
Bei den Dreharbeiten zum Spielfilm Unheimliche Schattenlichter, Originaltitel "Twilight Zone – The Movie", von 1983 verunglückte Typ UH-1B und tötete den am Boden spielenden Schauspieler Vic Morrow sowie zwei Kinder-Schauspieler. Ein sechsjähriges Mädchen (Renee Shin-Yi Chen) und einen siebenjährigen Jungen (Myca Dinh Le).

## Museale Rezeption

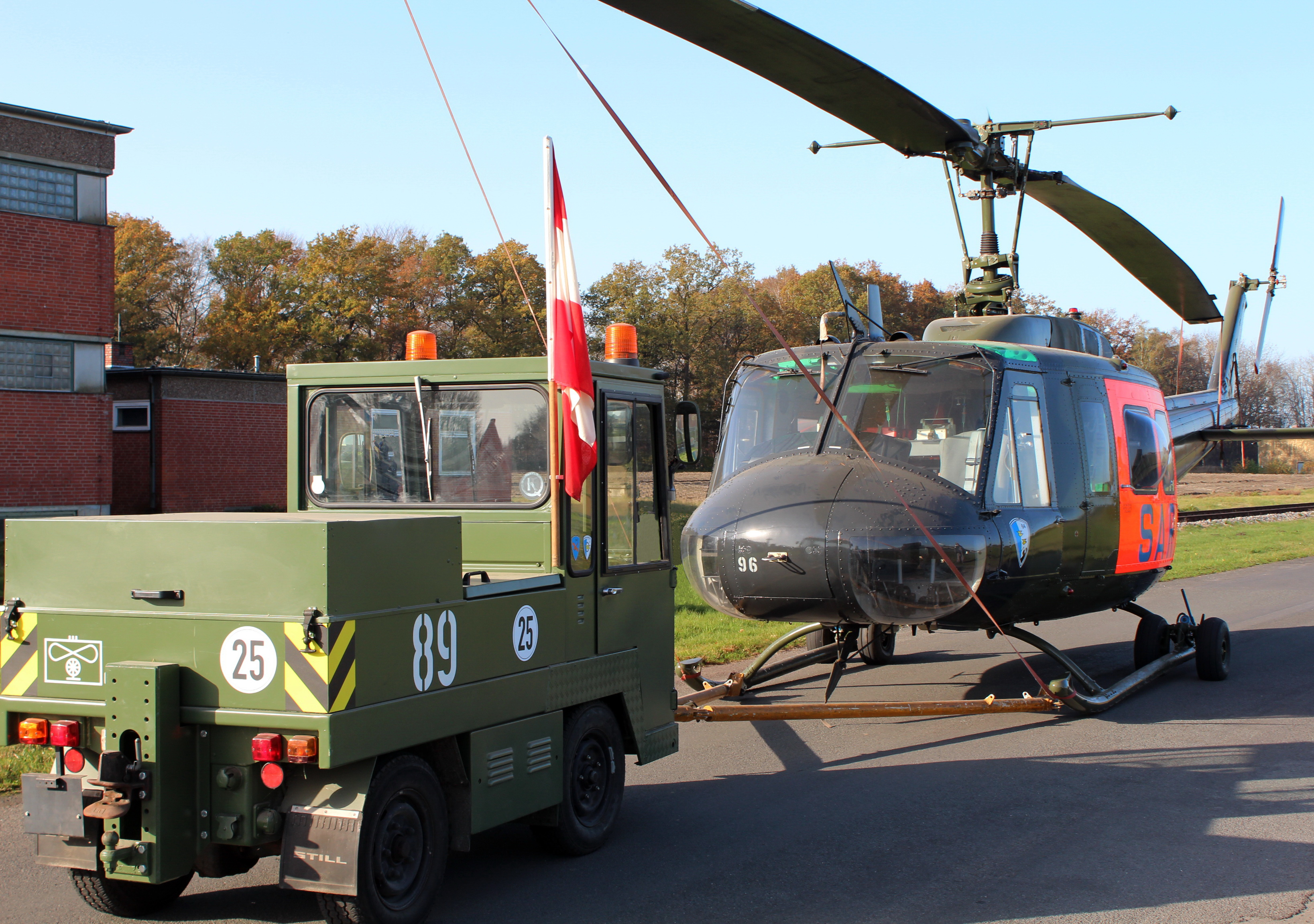
SAR-Hubschrauber im Museum Fliegerhorst Ahlhorn

- Eine Agusta-Bell AB 204B des österreichischen Bundesheeres ist in der Militärluftfahrtausstellung Zeltweg im Hangar 8 des Fliegerhorst Hinterstoisser ausgestellt, einer Außenstelle des Wiener Heeresgeschichtlichen Museums.[30]
- Je eine Bell UH-1D des Heeres der Bundeswehr und des Bundesgrenzschutzes sind im Militärhistorischen Museum Flugplatz Berlin-Gatow ausgestellt.
- Eine SAR Bell UH-1D mit dem taktischen Zeichen 70+96 ist im „Museum Fliegerhorst Ahlhorn“ ausgestellt.[31]
- Eine Bell UH-1D mit der Werknummer 8388 und dem taktischen Zeichen 72+68 ist im „Werksmuseum Motorenfabrik Oberursel“ ausgestellt.[32]
- Eine weitere Bell UH-1D mit der Werknummer 8428 und dem taktischen Zeichen 73+08 ist seit dem 20. Juli 2021 im Hubschraubermuseum Bückeburg zu besichtigen.[33]
- Eine weitere Maschine der Bell-UH1D 7045, Werknummer 8105, befindet sich als begehbares Museumsstück im Dornier Museum in Friedrichshafen am Bodensee.
- Eine Bell UH-1D mit der Werknummer 8169 und dem taktischen Zeichen 71+09 im Fliegerhorstmuseum Leipheim.[34]

Das Iroquois-Plateau im westantarktischen Queen Elizabeth Land ist nach dem Hubschrauber benannt.